# Поляна (Добромильская городская община)
Поляна (укр. Поляна) — село в Добромильской городской общине Самборского района Львовской области Украины.
Население по переписи 2001 года составляло 240 человек. Занимает площадь 1,086 км². Почтовый индекс — 82046. Телефонный код — 3238.